# Steninae
Steninae (лат.) — подсемейство жуков-стафилинид (Staphylinidae).

## Описание
Задние тазики широко расставлены. Усики прикрепляются на переднем крае лба между глазами. Глаза очень крупные и выпуклые. Формула лапок 5—5—5.
Представители рода Stenus известны тем, что способны плавать (бегать) по водной поверхности, развивая при этом скорость до 75 см в секунду.

## Палеонтология
Древнейшие представители подсемейства с характерной модификацией нижней губы, служащей для захвата добычи, были найдены в меловом бирманском янтаре.  

## Систематика
- Род Adamostenus
- Род Dianous Samouelle, 1819
- Род Stenus Latreille, 1796
  - Подрод S. (Hemistenus)
  - Подрод S. (Hypostenus)
  - Подрод S. (Nestus)
  - Подрод S. (Parastenus)
  - Подрод S. (Stenus)
  - Подрод S. (Tesnus)
  - Incertae sedis